# Catalan Atlas

Một bản chép lại của Atlat Catala mô tả khu vực phía đông Địa Trung Hải.

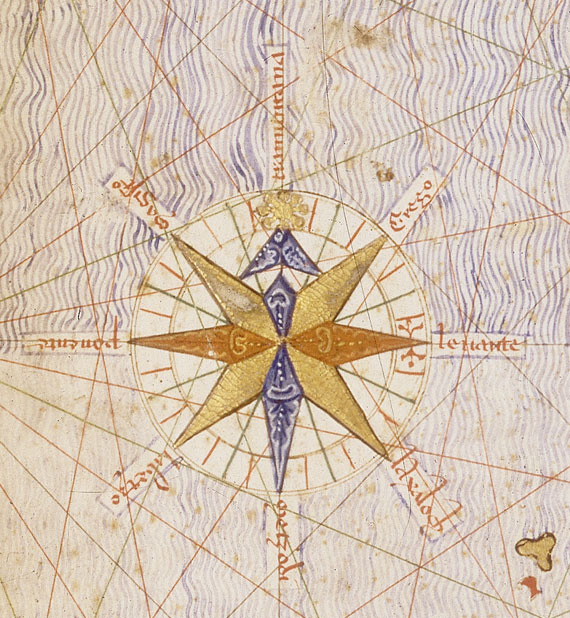
Chi tiết của Atlat Catala, la bàn hoa hồng đầu tiên được mô tả trên bản đồ.

Atlat Catala (tiếng Catalunya: Atles català, phát âm tiếng Catalunya: [ˈalːəs kətəˈla]) là một bản đồ được tạo ra vào năm 1375, được mô tả là bản đồ quan trọng nhất của thời kỳ thời trung cổ trong tiếng Catalan, và là "đỉnh cao của công việc bản đồ thời trung cổ". Nó được sản xuất bởi trường bản đồ Majorcan và được cho là thực hiện bởi Cresques Abraham (còn được gọi là "Abraham Cresques"), một cuốn sách Do Thái chiếu sáng được mô tả bởi một người đương đại với tư cách là bậc thầy của mappae mundi cũng như của la bàn. Nó nằm trong thư viện hoàng gia Pháp (nay là Bibliothèque nationale de France) năm 1380, trong thời kỳ vua Charles V. Atlat Catala ban đầu bao gồm sáu lá vellum (mỗi tấm khoảng 64,5 nhân 50 cm [25,4 nhân 19,7 in]) gấp theo chiều dọc, sơn nhiều màu khác nhau bao gồm vàng và bạc. Những cái này sau đó được gắn ở mặt trước và mặt sau của năm tấm gỗ, với các đầu được bọc trong một ràng buộc bằng da bởi Simon Vostre c.1515, được phục hồi gần đây nhất vào năm 1991; do mòn, mỗi lá đã tách thành hai nửa.

## Mô tả
Hai tấm đầu tiên chứa các văn bản bằng tiếng Catalan bao gồm vũ trụ học, thiên văn học và chiêm tinh. Các văn bản này được kèm theo hình minh họa. Các văn bản và minh họa nhấn mạnh hình dạng hình cầu của Trái đất và trạng thái của thế giới đã biết. Họ cũng cung cấp thông tin cho các thủy thủ về thủy triều và cách cho biết thời gian vào ban đêm.
Bốn tấm còn lại tạo thành bản đồ thực tế, với Jerusalem nằm gần trung tâm; hai mô tả Phương Đông và hai châu Âu và Bắc Phi còn lại. Bản đồ có kích thước khoảng 1,3 m2 (14 foot vuông). Nó cho thấy hình minh họa của nhiều thành phố, thành phố Christian Christian với một cây thánh giá, các thành phố khác có mái vòm và với sự trung thành chính trị của mỗi thành phố được biểu thị bằng một lá cờ. Các đường thẳng đứng màu xanh lượn sóng được sử dụng để tượng trưng cho các đại dương. Tên của các cổng quan trọng được phiên mã màu đỏ, trong khi các tên khác được chỉ định bằng màu đen. Hình minh họa và hầu hết các văn bản được hướng vào các cạnh của bản đồ, cho thấy nó được sử dụng bằng cách đặt nó phẳng và đi xung quanh nó.
Phần phương Đông của Catalan Atlas minh họa nhiều tài liệu tham khảo tôn giáo cũng như tổng hợp thời trung cổ mappae mundi và văn học du lịch thời đó, đặc biệt là Book of Marvels của Marco Polo và Travels and Voyage of Sir John Mandeville của Mandeville. Nhiều thành phố của Ấn Độ và Trung Quốc có thể được xác định. Các văn bản giải thích báo cáo hải quan được mô tả bởi Polo và danh mục tài nguyên kinh tế địa phương, thực hoặc giả định.
Phần phương Tây tương tự như biểu đồ portolan hiện đại, nhưng chứa la bàn hoa hồng đầu tiên được biết là đã được sử dụng trên biểu đồ như vậy.

Bản đồ Catalan từ thế kỷ 14